# 黑斯韦勒
黑斯韦勒是德国莱茵兰-普法尔茨州的一个市镇。总面积2.31平方公里，总人口125人，其中男性66人，女性59人（2011年12月31日），人口密度54人/平方公里。